# Nati nel 1065
| Questa pagina contiene informazioni ricavate automaticamente dalle voci biografiche con l'ausilio del template Bio e di un bot. L'aggiornamento è periodico e automatico e ricostruisce completamente la pagina. Se manca una persona in questa lista, sei pregato di non aggiungerla, ma accertati piuttosto che la sua voce biografica contenga il template Bio e che i dati anagrafici siano correttamente compilati. Se il template Bio manca, inseriscilo tu stesso o, in alternativa, metti l'avviso {{tmp\|Bio}} che ne segnala la mancanza. Se i dati riportati sono sbagliati, correggi direttamente la voce biografica; le modifiche saranno visibili in questa lista entro pochi giorni. Per chiarimenti vedi il progetto biografie. La lista contiene solo le 7 persone che sono citate nell'enciclopedia e per le quali è stato implementato correttamente il template Bio. Pagina aggiornata al 18 apr 2025. |

- 17 maggio - Egilberto di Bamberga, vescovo cattolico tedesco († 1146)
- Berta di Rheinfelden, nobile tedesco
- Bertrando II di Tolosa, conte († 1112)
- Guglielmo da Fenoglio, religioso e monaco cristiano italiano († 1120)
- Poppo II di Carniola, nobile italiano († 1098)
- Ruggero I Sanseverino, nobile e religioso normanno († 1125)
- Umberto II di Savoia, conte († 1103)